# Ernst Viktor von Leyden
Ernst Viktor von Leyden (Danzica, 20 aprile 1832 – Berlino, 5 ottobre 1910) è stato un neurologo e medico tedesco.

## Biografia
Ha studiato medicina presso la Friedrich-Wilhelms-Institut di Berlino, e fu allievo di Johann Lukas Schönlein (1793-1864) e Ludwig Traube (1818-1876). È stato poi professore di medicina presso le università di Königsberg, Strasburgo e Berlino. Leyden era un'influenza molto importante per la carriera di Ludwig Edinger (1855-1918), e durante il suo mandato presso l'Università di Königsberg ha lavorato a stretto contatto con Otto Spiegelberg (1830-1881) e Friedrich Daniel von Recklinghausen (1833-1910). Tra i suoi allievi più noti e assistenti c'erano Hermann Nothnagel (1841-1905), a Königsberg, e Hermann Ludwig Eichhorst (1849-1921), a Berlino.
Nel 1880, con Friedrich Theodor von Frerichs, ha fondato il Zeitschrift für klinische Medizin; nel 1881 ha fondato la Gesellschaft für innere Medizin. Nel 1890 (fino al 1894) è stato il medico del sovrano Alessandro III di Russia.
Leyden morì a Berlino. Il filosofo Wolfgang von Leyden (1911-2004) era suo nipote.
Leyden si era specializzato in malattie neurologiche, ed era anche un poniere della creazione di strutture ospedaliere adeguate per i malati di tubercolosi. Ha scritto articoli su una vasta gamma di argomenti medici, tra cui la tabe dorsale e la poliomielite. Nel 1887-1899 ha pubblicato due volumi del Handbuch der Ernährungstherapie; seconda edizione 1903-1904.

## Malattie che hanno il nome di Leyden
- Cristalli di Charcot-Leyden: cristalli incoloriti presenti nell'escreato dei pazienti con asma, o con colite ulcerosa; chiamato insieme con il neurologo Jean-Martin Charcot (1825-1893).
- Nevrite di Leyden: Un neurite in cui le fibre nervose sono sostituite dal tessuto adiposo.
- Sindrome Leyden-Möbius: distrofia muscolare; chiamato insieme con il neurologo Paul Julius Möbius (1853-1907).
- Atassia di Westphal-Leyden: atassia acuta che inizia durante l'infanzia; chiamato insieme con il neurologo Carl Friedrich Otto Westphal (1833-1890).[1]

## Ernst von Leyden
La medaglia ricordo di Ernst von Leyden viene assegnata per i successi eccezionali nel campo della medicina interna in Germania.